# Virginia Galante Garrone
Virginia Galante Garrone (Vercelli, 20 gennaio 1906 – Torino, 2 gennaio 1998) è stata una scrittrice italiana.

## Biografia
Ha conseguito la laurea in Lettere all'Università di Torino con il prof. Ferdinando Neri con una tesi su L'apparato scenico del dramma sacro in Italia, che meritò la dignità di stampa.
È stata insegnante in vari istituti superiori del Piemonte: ne resta traccia nel volumetto Dopo il fiore (1996).
Insieme al fratello, lo storico Alessandro Galante Garrone, ha curato le Lettere e Diari di guerra 1914-1918 degli zii Eugenio e Giuseppe Garrone.
Fra il 1981 e il 1991 ha pubblicato una serie di romanzi (Se mai torni, L'ora del tempo, Nel transito del vento, Per una selva oscura) in cui prende spunto dalle vicende della sua famiglia, in un lungo arco cronologico.
Studiosa della letteratura per l'infanzia, ha collaborato a programmi per la TV dei ragazzi sugli artisti del Tre e Quattrocento e ha curato commenti ed edizioni scolastiche di narrativa.
Nel 2007 sulla rivista dell'Istituto Storico della Resistenza e della società contemporanea Camilla Bergamaschi ha ricostruito la vita della scrittrice fino alla Liberazione, basandosi sugli appunti delle sue agendine.
Tra i premi conferiti ricordiamo il Premio Stresa di Narrativa nel 1981 per Se mai torni, il Premio Rapallo Carige per la donna scrittrice nel 1984 per L'ora del tempo e il premio speciale della Giuria Grinzane Cavour nel 1988 per Nel transito del vento.
Virginia Galante Garrone è morta a Torino nel 1998.

## Opere (parziale)
- L'apparato scenico del dramma sacro in Italia, Torino, 1935
- Alla locanda del buon umore, Ruota ed., 1946
- Le fiabe di Loranzé, Ceschina, Milano, 1955
- Incontri con gli autori ed opere della letteratura per l'infanzia, Loescher, Torino, 1964
- L'uomo che fu Charlot, Mursia, Milano, 1972
- Il cuore e il sangue della terra, D'Anna, Firenze, 1976
- Se mai torni, Garzanti, Milano, 1981
- L'ora del tempo, Garzanti, Milano, 1984
- Nel transito del vento, ed. Paoline, Torino, 1988
- Il gaio Trecento, ed. Paoline, Torino, 1990
- Per una selva oscura, Garzanti, prima edizione: aprile 1991
- Fila filastrocca, Abele, Torino, 1995
- La Maccabea, Abele, Torino, 1996
- Dopo il fiore (a cura di Giovanna, Alessandra e Margherita piccole editrici), Torino, 1996; ripubblicato a cura di G. Tesio, Interlinea, Novara, 2007
- La storia di Alì Babà (illustrato con le tavole di Francesco Tabusso), Notes edizioni, Torino, 2011